# キム・ヘジョン
キム・ヘジョン（ハングル表記：김혜정、1961年2月14日 - ）は、大韓民国の俳優。
1981年にMBCの公開採用タレント14期生としてデビューした。MBCで放送されたテレビドラマ『田園日記』でポッキリの母役を1983年から2002年まで演じた。

## 出演作品

### テレビドラマ
- 父と息子（朝鮮語版）（1983年、MBC）[2]
- 田園日記（朝鮮語版）（1983年-2002年、MBC） - ポッキリの母役[3]
- 愛と野望（朝鮮語版）（1987年、MBC）[2]
- 三国記（1992年、KBS2） - 善徳女王役[4]
- あなたが恋しくなる時（朝鮮語版）（1993年、KBS1）[2]
- お宅のご主人はいかがですか？（朝鮮語版）（1993年、SBS）[4]
- ポリス（朝鮮語版）（1994年、KBS1）[4]
- ひまわり（1998年-1999年、MBC）
- ホジュン 宮廷医官への道（1999年-2000年、MBC）
- 女人天下（2001年-2002年、SBS）[4] - 尹任（ユン・イム）の妻役
- 張禧嬪（2002年-2003年、KBS2） - パク尚宮役
- ソドンヨ（2005年-2006年、SBS） - ヘモヨン役
- アジュンマが行く（2006年-2007年、KBS） - ソ・ミンジョン役
- メリーとテグの恋のから騒ぎ（朝鮮語版）（2007年、MBC） - キム・ブギル役[4]
- 食客（朝鮮語版）（2008年、SBS） - カン・マネージャー役[4]
- トリプル（朝鮮語版）（2009年、MBC） - チェ・スインの母役[4]
- 名家（2010年、KBS1） - ヨンサン出身の奥さん役[4]
- 愛の選択～産婦人科の女医～（2010年、SBS）
- 逆転の女王（2010年-2011年、MBC） - チャン・スクチョン役[4]
- 芙蓉閣の女たち〜新妓生伝（2011年、SBS） - チャ・ラリ役[4]
- ホジュン〜伝説の心医〜（2013年、MBC） - チャン氏役[4]
- その女の海（2017年、KBS）

### 映画
- 別離（1985年）
- 真実ゲーム（2000年） - ダヘの母
- 知り合いの女（2004年） - イ・ヨンの母
- うちの兄（2004年） - ドゥシクの母
- 台風（2005年） - シンの母
- 愛（2007年） - インホの母
- ポエトリー アグネスの詩（2010年） - チョ・ミヘ
- 8回の感情（2010年） - ウンジュの母

### 演劇
- 私も妻がいる（2011年） - 妻

### テレビ番組
- 1995年 KBS2『TVは愛をのせて』
- 2002年 - 2008年 KBS1『家族娯楽館』
- 2003年 MBC『ブレインサバイバー』
- 2017年 - 2018年 KBS1『パク·ウォンスクと一緒に暮らしましょう』